# Cardiococcus umbonatus
Cardiococcus umbonatus är en insektsart som beskrevs av Cockerell 1903. Cardiococcus umbonatus ingår i släktet Cardiococcus och familjen skålsköldlöss. Inga underarter finns listade i Catalogue of Life.